# Świadkowie Jehowy w Libanie

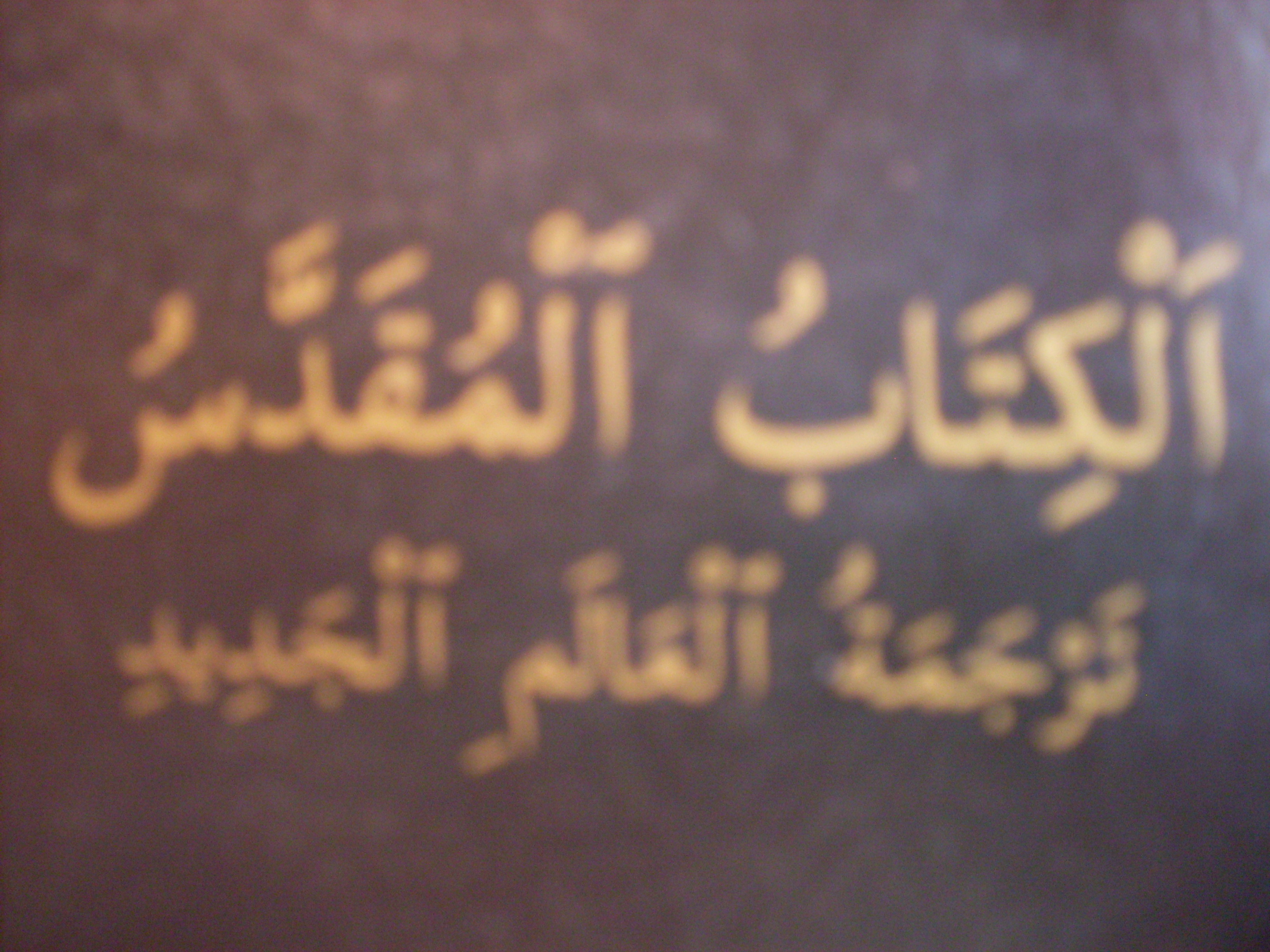
Pismo Święte w Przekładzie Nowego Świata w języku arabskim wydano w 1998 r. (część) oraz w 2004 r. (całość)

Świadkowie Jehowy w Libanie – społeczność wyznaniowa w Libanie, należąca do ogólnoświatowej wspólnoty Świadków Jehowy.
W 2016 roku społeczność Świadków Jehowy w Libanie liczyła 3684 głosicieli (najwięcej na Bliskim Wschodzie), należących do 57 zborów. Na dorocznej uroczystości Wieczerzy Pańskiej w 2016 roku zgromadziło się 6458 osób. Działalność miejscowych głosicieli koordynuje włoskie Biuro Oddziału w Rzymie. Od 2017 roku sprawozdanie z działalności w tym kraju dołączane jest do ogólnego z 33 krajów, gdzie ich działalność jest ograniczona prawnie lub zakazana.

## Historia

### Początki
W 1921 roku do Libanu z Nowego Jorku w Stanach Zjednoczonych powrócił Michel Aboud, został on pierwszym głosicielem działającym w tym kraju. Dwa lata później do Rahby ze Stanów Zjednoczonych powrócił Asaad Younis. W 1924 roku w Bejrucie, otworzono Biuro Oddziału, które nadzorowało działalność ewangelizacyjną na terenie Libanu, Armenii, Gruzji, Syrii i Turcji.
W 1925 roku Alexander H. Macmillan z nowojorskiego Biura Głównego Towarzystwa Strażnica odwiedził współwyznawców na północy kraju. W 1926 roku głosiciele: stomatolog [mężczyzna] Hanna Shammas i prof. Ibrahim Atiyeh prowadzili działalność kaznodziejską w Trypolisie i Anfie. Doktor Shammas udostępnił na zebrania religijne swój dom i gabinet. W roku 1927 na dorocznej uroczystości Pamiątki śmierci Jezusa zgromadziło się 40 osób.
W 1930, w Trypolisie było 10 wyznawców, a na północy Libanu w Amjun – 20. W roku 1936 Yousef Rahhal przywiózł ze Stanów Zjednoczonych sprzęt nagłaśniający i dwa gramofony, które zostały umieszczone na fordzie i z ich pomocą była prowadzona działalność na odległych terenach Libanu i Syrii.
W 1937 roku Jamil Sfeir kontynuował działalność kaznodziejską w Bejrucie, natomiast w Kfarhaboo czynił to Louis Yazbek. W tym samym roku do Trypolisu przybył z żoną Petros Lagakos, który wraz z mieszkającym tam Najibem Salem prowadził działalność kaznodziejską. W 1940 roku Ibrahim Atiyeh rozpoczął tłumaczenie „Strażnicy” na język arabski, a N. Salem wykonywał cztery odręczne kopie i przesyłał je głosicielom w Palestynie, Syrii i współwyznawcom w Egipcie. Abdallah Blal prowadził działalność kaznodziejską w Bejrucie i w Rahbe.
Do 1943 roku Świadkowie Jehowy dotarli do większości libańskich miast i wiosek. Czasem na odległe tereny wyruszało samochodami lub autobusem około 30 osób.

### Rozwój działalności
W 1945 roku do Libanu przybyli pierwsi misjonarze, absolwenci Biblijnej Szkoły Strażnicy – Gilead. Wśród nich byli Anne i Gwen Beavor. Utworzono wówczas pierwszy zbór w Libanie, którego sługą został Salem Najib. W 1946 działalność kaznodziejską prowadziło 72 głosicieli.
W 1947 roku do libańskich współwyznawców przyjechali z wizytą Nathan H. Knorr i Milton G. Henschel. W 1949 roku w Bejrucie otwarto Biuro Oddziału Towarzystwa Strażnica. Zanotowano liczbę 172 głosicieli w 7 zborach. Rok później liczba libańskich Świadków Jehowy wyniosła 271 osób.
W styczniu 1951 roku do Libanu przyjechało 7 kolejnych misjonarzy. W kraju było 401 członków wyznania w 8 zborach. W 1954 roku w Libanie działało 451 głosicieli w 11 zborach. Rok później zanotowano liczbę 501 Świadków Jehowy w 10 zborach.
W tym samym 1955 roku do Libanu przejechali kolejni misjonarze. W grudniu 1956 do kraju przyjechali z wizytą Nathan H. Knorr i Frederick W. Franz, którzy wzięli udział w kongresie w Bejrucie. Uczestniczyło w nim 551 osób z Libanu, Syrii, Jordanii i innych krajów arabskich, a 20 osób zostało ochrzczonych. Dodatkowo na specjalnym zebraniu w Sali Królestwa w Trypolisie obecnych było 291 osób. Ponieważ władze Libanu w połowie roku 1956 zakazały wydawanie „Strażnicy”, kwestię tę omówiono z premierem Sulajmanem an-Nabulusim.
W listopadzie 1958 roku wszyscy misjonarze musieli opuścić Liban.
W 1959 roku w Bejrucie powstał pierwszy zbór ormiańskojęzyczny.
Rok później w kraju działało 608 Świadków Jehowy w 15 zborach. W roku 1963 w Salach Królestwa w Bejrucie odbył się program kongresu międzynarodowego pod hasłem „Wiecznotrwała dobra nowina”. Wysłuchało go 915 osób. W roku 1968 osiągnięto liczbę 1025 głosicieli.
W maju 1969 roku N.H. Knorr ponownie odwiedził Liban. W 1971 roku powstał drugi zbór ormiańskojęzyczny w Bejrucie. W kraju działało 1267 Świadków Jehowy.
27 stycznia 1971 roku Libańska Rada Ministrów zakazała działalności Świadków Jehowy i rozpowszechniania ich literatury.
W 1975 roku w 46 zborach działało 1882 Świadków Jehowy.
16 lutego 1990 roku zorganizowano komitet niesienia pomocy poszkodowanym przez wojnę współwyznawcom, który pomagał szczególnie bejruckim Świadkom Jehowy. W kraju działało 2659 głosicieli.
W marcu 1997 władze libańskie zamknęły trzy Sale Królestwa.
W 2007 roku zanotowano liczbę 3613 Świadków Jehowy w 66 zborach, a na uroczystości Wieczerzy Pańskiej zebrało się 6621 osób. Rok później w kraju działało 3690 głosicieli, a w roku 2015 – 3734.
W sierpniu 2001 roku delegacja Świadków Jehowy z Libanu uczestniczyła w kongresie międzynarodowym pod hasłem „Nauczyciele słowa Bożego” w Rzymie, latem 2009 roku w kongresie międzynarodowym pod hasłem „Czuwajcie!” w Rzymie, a w roku 2014 na kongresie międzynarodowym pod hasłem „Szukajmy najpierw Królestwa Bożego!” we Frankfurcie nad Menem.
Według Europejskiego Stowarzyszenia Świadków Jehowy, w Libanie nadal trwają ograniczenia wolności religijnej Świadków Jehowy. W 2010 roku Komitet Praw Człowieka ONZ opublikował raport, w którym wezwał władze libańskie do prawnego zalegalizowania Świadków Jehowy jako religii chrześcijańskiej. Rejestracja ta dałaby członkom wyznania prawo do swobodnego praktykowania swojej religii. Raport stwierdza, że działalność Świadków Jehowy w Libanie została zakazana przez Ligę Państw Arabskich (LPA) w 1964, która mylnie uznała ją za organizację syjonistyczną. Kilka razy zwracano się do LPA w celu wyjaśnienia, że Świadkowie Jehowy nie są związani z żadną organizacją syjonistyczną. 13 listopada 1996 roku libańska Rada Stanu odrzuciła prośbę o przywrócenie pełnej legalizacji, którą Świadkowie Jehowy przedłożyli 5 lipca 1991 roku. Zwrócili się w niej o unieważnienie decyzji Rady Ministrów z 1971 roku, która obejmuje zakaz zajmowania się tym stowarzyszeniem. Według raportu Europejskiego Stowarzyszenia Świadków Jehowy [która zajmuje się obroną prawną Świadków Jehowy], władze libańskie utrudniają ich swobodną działalność. Ministerstwo Spraw Wewnętrznych odmawia rejestracji organizacji jako stowarzyszenia religijnego, podobnie jak ponad 80 innym organizacjom religijnym w Libanie. Władze libańskie zakazują również grupie wynajmowania lub posiadania obiektów, by mogli przeprowadzać swoje praktyki religijne, co sprawia, że robią to tylko w budynkach prywatnych.
W Rahbe na 2000 mieszkańców, ponad 300 jest Świadkami Jehowy. W roku 2017 Libanie 57 zbory spotykały się w 15 Salach Królestwa; oprócz zborów arabskojęzycznych istnieją również zbory i grupy ormiańsko-, filipińsko-, syngalesko- i angielskojęzyczne. Kongresy regionalne i zgromadzenia obwodowe odbywają się w j. arabskim i angielskim. Świadkowie Jehowy wydają publikacje w języku arabskim, również w dialekcie libańskim. W tym dialekcie dostępny jest także oficjalny serwis internetowy – jw.org. Serwis ten i publikacje są również dostępne w libańskim języku migowym.